# Triazaan
Triazaan is een anorganische verbinding met de formule {\displaystyle {\ce {N3H5}}}. Met meer nadruk op de structuur kan dit ook geschreven worden als {\displaystyle {\ce {NH(NH2)2}}}. Triazaan is het derde lid van de homologe reeks azanen, na ammoniak en hydrazine. Triazaan kan gesynthetiseerd worden uit hydrazine.
{\displaystyle {\ce {2N2H4\ ->N3H5\ +\ NH3}}}
Op deze manier is het niet als neutraal molecuul te isoleren, alleen als zout, bijvoorbeeld het sulfaat: {\displaystyle {\ce {[N3H8^{3+}]2[SO4^{2-}]3}}}. Pogingen het zout om te zetten in triazaan resulteerden slechts in diazeen en amoniak:
{\displaystyle {\ce {N3H5\ ->\ HN=NH\ +\ NH3}}}
Triazaan is voor het eerst gesynthetiseerd als ligand in een zilvercomplex. Later is het ook aangetoond als product van de bestralling van ammoniak-ijs met elektronen. Na sublimeren kan het molecuul als stabiel onderdeel van de gasfase worden aangetoond.

## Verbindingen met het triazaan-element in hun structuur
Er zijn meerdere verbindingen met triazaan als onderdeel van hun structuur. Een daarvan is 1-methyl-1-nitrosohydrazine {\displaystyle {\ce {(\ H2N-N(CH3)-N=O\ )}}} ontstaan in de olosmiddelvrije reactie van methylhydrazine en een alkylnitriet:
{\displaystyle {\ce {H2N-N(CH3)H\ +\ R-O-N=O\ ->\ H2N-N(CH3)-N=O\ +\ ROH}}}
1-Methyl-1-nitrosohydrazine is een kleurloze vaste stof, niet slagvast, wel bestand tegen wrijving. Hij smelt bij 45 °C en ontleedt bij 121 °C.